# 빌헬름 하인리히 노이저

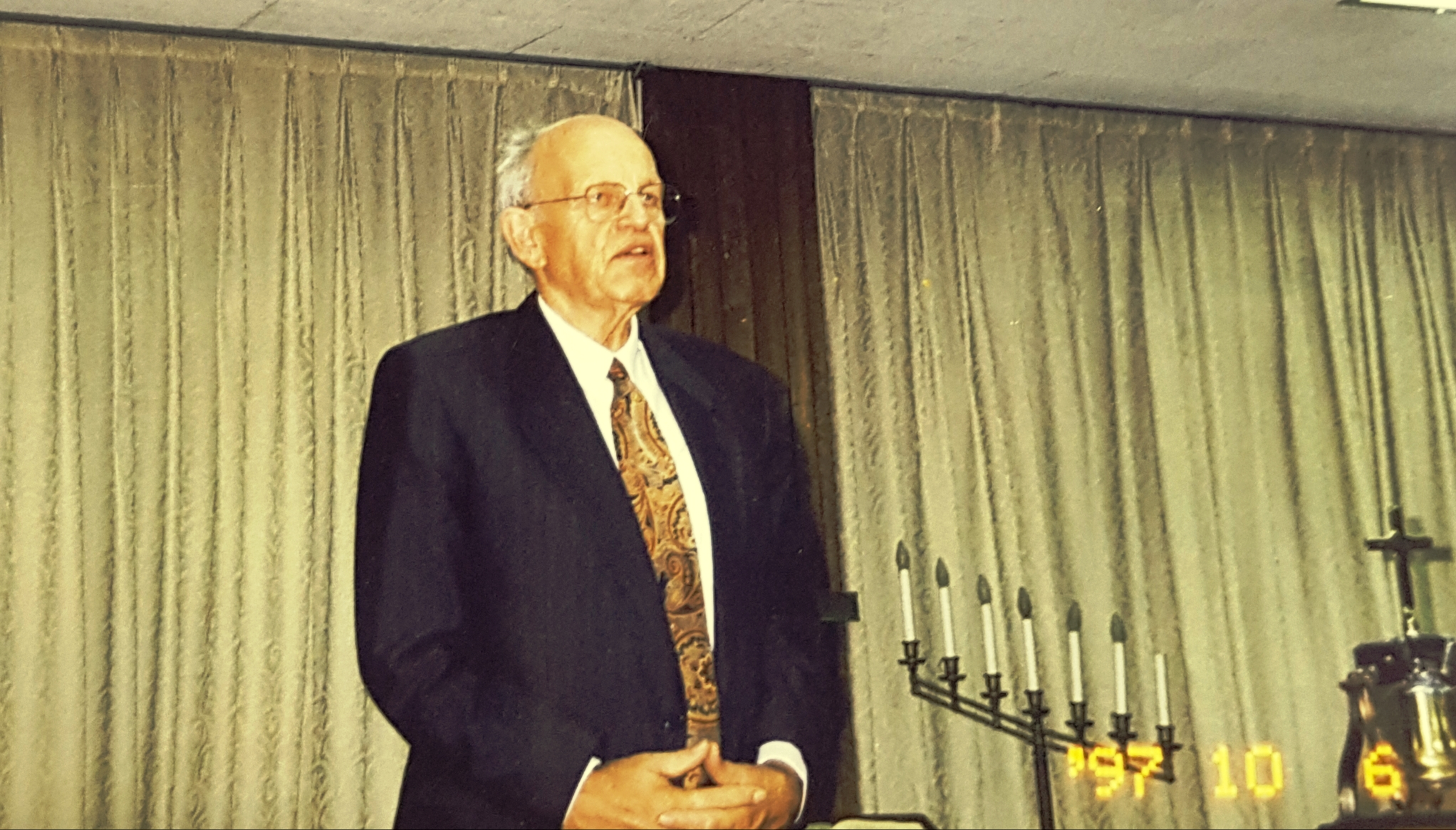
독일의 저명한 칼빈학자 노이저 박사, 1997년 10월 6일 아세아연합신학대학교

빌헬름 하인리히 노이저(Wilhelm Heinrich Neuser, 1926년 6월 13일 - 2010년 6월 25일)은 독일의 개신교 신학자, 교회사가, 뮌스터 대학교의 교수 그리고 유명한 칼빈 학자이며 세계칼빈학회를 창설하였다. 한국에서는 김성봉 박사와 김성욱 박사와 같은 제자들이 있다.

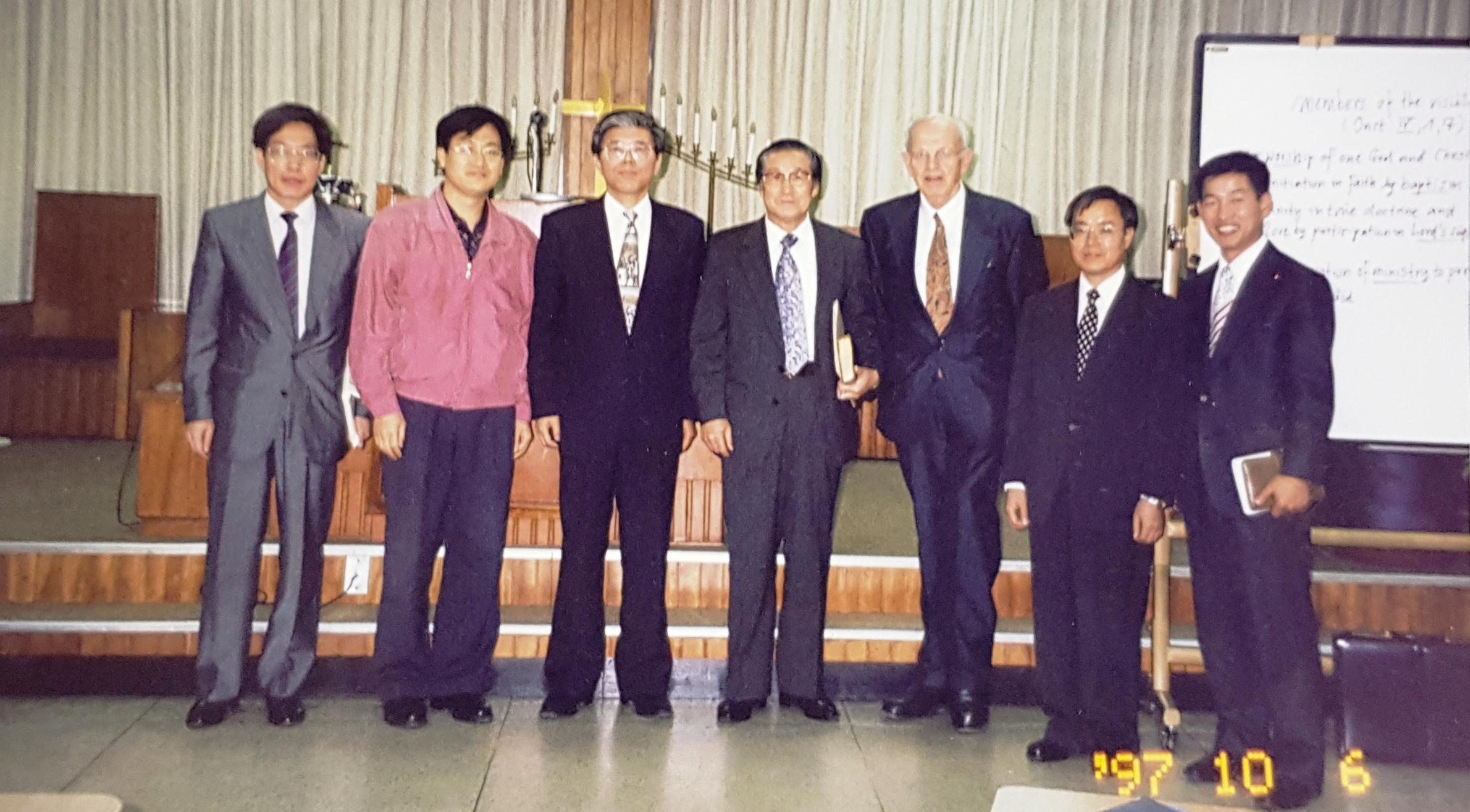
좌로부터 최윤배 박사, 박건택 박사, 안명준 박사, 한철하 박사, 이양호 박사 그리고 김성봉 박사가 함께한 저명한 칼빈학자 노이저 박사, 1997년 10월 6일 아세아연합신학대학교

## 생애
노이저는 독일 복음주의 개혁교회 목사의 아들로 태어났다. 그는 괴팅겐 대학교에서 개신교 신학부를 졸업하였다. 그후 바젤 대학교에서도 수학하였다. 1951년 필리프 멜랑히톤에 대한 논문을 박사학위를 받았다. 칼빈 연구에 대한 세계적인 석학이다.

## 출판물
- Der Ansatz der Theologie Philipp Melanchthons. Verlag der Buchhandlung des Erziehungsvereins, Neukirchen 1957.
- Die reformatorische Wende bei Zwingli. Neukirchener Verlag, Neukirchen-Vluyn 1967, ISBN 978-3-7887-0484-1.
- Calvin (Sammlung Göschen; Bd. 3005). de Gruyter, Berlin 1971.
- Evangelische Kirchengeschichte Westfalens im Grundriß. Luther, Bielefeld 2002
- Johann Calvin. Leben und Werk in seiner Frühzeit 1509–1541. Vandenhoeck & Ruprecht, Göttingen 2009, ISBN 978-3-525-56915-3

## 같이 보기
- 한국칼빈학회
- 세계칼빈학회
- 세계개혁신학회